# Alex Magala
Pour les articles homonymes, voir Magala.
 (novembre 2018).
Si vous disposez d'ouvrages ou d'articles de référence ou si vous connaissez des sites web de qualité traitant du thème abordé ici, merci de compléter l'article en donnant les références utiles à sa vérifiabilité et en les liant à la section « Notes et références ».
Alex Magala, né Alexandru Măgală, né le 24 juin 1989 à Orhei (en russe Александр Магала - Aleksandr Magala, en anglais par occultation du « u » final « Alexandr Magala ») est un artiste avaleur de sabre et danseur, connu pour ses passages dans l'émission de télé-crochet Got Talent dans plusieurs pays (Russie, États-Unis, Angleterre, Ukraine, etc.)

## Débuts
Alexandru Măgală est né dans une famille pauvre d'Orhei, la ville et chef-lieu du raion d'Orhei en Moldavie, qui a une population de 32 000 habitants. Alex affirme avoir fui ce milieu défavorisé pour la capitale du pays Chișinău dans les rues de laquelle il a rapidement rencontré des amis avec lesquels il a commencé à danser et réaliser des shows, devenant de plus en plus connu comme Alex l'artiste des rues.
En 2011, Alex réussit à entrer aux États-Unis avec un visa de tourisme pour tenter de réaliser son rêve[Lequel ?] à Hollywood.

## Incroyable Talent
- En 2013, il parvient en quart de finale de America's Got Talent aux États-Unis[6].
- En 2014, il parvient en quart de finale de Ukraine's Got Talent[7]
- En 2014, il est le gagnant de Russia's Got Talent[réf. nécessaire]
- En 2016, il est candidat dans Britain's Got Talent[8],[9]
- En 2016, il passe dans Italia's Got Talent (it)[réf. nécessaire]

Depuis 2013 et sa première participation à America's Got Talent, Alex est devenu populaire dans son pays, apparaissant à la télévision nationale, la radio et dans les journaux. [réf. nécessaire]. Il a également participé à la cérémonie d'ouverture des Jeux olympiques d'hiver de 2014 à Sotchi.[réf. nécessaire]

## Prix et reconnaissances
- Britain's Got Talent
- America’s Got Talent
- Ukraine’s Got Talent
- Italia’s Got Talent
- Russia’s Got Talent
- France Got Talent
- Tengo Talento, Mucho Talento[réf. nécessaire]
- Jeux olympiques d'hiver de 2014 à Sotchi[réf. nécessaire]